# Анси-Дорно
Анси́-Дорно́ (фр. Ancy-Dornot) — вновь созданная коммуна на северо-востоке Франции в регионе Гранд-Эст (бывший Эльзас — Шампань — Арденны — Лотарингия), департамент Мозель, округ Мец, кантон Кото-де-Мозель. Коммуна Анси-Дорно создана слиянием и последующим упразднением коммун Анси-сюр-Мозель и Дорно. Дата образования новой коммуны — 1 января 2016 года.
Площадь коммуны — 10,25 км², население — 1 597 человек (2013), почтовый индекс: 57130.

## История
22 марта 2015 года коммуны Анси-сюр-Мозель и Дорно были переданы из состава упразднённого кантона Арс-сюр-Мозель. В результате административной реформы 1 января 2016 года произошло упразднение и слияние коммун Анси-сюр-Мозель и Дорно в новую коммуну Анси-Дорно.

## Состав коммуны
| Код INSEE | Коммуна         | Французское название | Почтовый индекс | Площадь, км² | Население (2013) | Плотность, чел/км² |
| --------- | --------------- | -------------------- | --------------- | ------------ | ---------------- | ------------------ |
| 57021     | Анси-сюр-Мозель | Ancy-sur-Moselle     | 57130           | 9,12         | 1408             | 154,4              |
| 57184     | Дорно           | Dornot               | 57130           | 1,13         | 189              | 167,3              |
| Всего:    | Всего:          | Всего:               | Всего:          | 10,25        | 1597             | 156,4              |